# Кубок Родригеса Алвеса
Кубок Родригеса Алвеса (исп. Copa Rodrigues Alves/порт.-браз. Taça Rodrigues Alves) — международный футбольный турнир, проводившийся в 1920-х годах XX века. Участниками турнира были сборные Бразилии и Парагвая. В обоих розыгрышах победила Бразилия. Назван в честь бразильского президента Франсиску Родригеса Алвеса.

## Розыгрыши

### Турнир 1922
29 октября, 1922
| Бразилия          | 3:1 | Парагвай                      | Шакара да Флореста, Сан-Паулу Судья: Франсиско Андреу Бальдо (Парагвай) |
| Импаратиньо       |     | Луис Фретес или Херардо Ривас | Шакара да Флореста, Сан-Паулу Судья: Франсиско Андреу Бальдо (Парагвай) |
| Импаратиньо       |     |                               |                                                                         |
| Карлос Гамбаротта |     |                               |                                                                         |

### Турнир 1923
22 ноября, 1923
| Бразилия | 2:0 | Парагвай | Гран Парке Сентраль, Монтевидео Судья: Анхель Миноли (Уругвай) |
| Зезе     |     |          | Гран Парке Сентраль, Монтевидео Судья: Анхель Миноли (Уругвай) |
| Нило     |     |          |                                                                |